# Confederació Aro
La Confederació Aro (1690-1902) fou una unió política feta pel subgrup igbo dels aros que va tenir la capital a Arochukwu, al sud-est de l'actual Nigèria, a Igboland. Durant els segles xviii i xix va ser present i va influenciar l'est de l'actual Nigèria i la zona del Delta del Níger. La seva influència es va estendre per altres zones dels actuals Camerun i Guinea Equatorial. El regne d'Arochukwu fou un centre econòmic, polític i religiós.
La Confederació Aro es va veure implicada de manera activa en el comerç d'esclaus.

## Inicis i expansió
A mitjans del segle xviii hi hagué migracions de famílies de comerciants aros cap a Igboland degut a l'augment de la demanda d'esclaus i d'oli de palma. Aquestes migracions juntament amb les seves aliances amb estats militaritzats del riu Cross van establir la Confederació Aro com un poder econòmic regional.
La Confederació Aro va començar a fer comerç d'esclaus a Iigboland i a les terres dels ibibios. Els comerciants aros van emigrar per tot el sud de Nigèria i també per Camerun i Guinea Equatorial, a on hi van fundar nombrosos assentaments. Fins i tot es parla del monopoli del comerç dels aros.

## L'era de la Confederació
Les activitats dels aros van fer que les ciutats estats del Delta del Níger creixessin i esdevinguessin centres importants d'exportació d'oli de palma i d'esclaus. Algunes d'aquestes ciutats eren Opobo, Ubani, Nembe, Calabar, entre d'altres. Els aros van crear una forta xarxa de comerç, colònies i va incorporar centenars de comunitats. Alguns dels reialmes més poderosos de la Confederació eren el reialme d'Ajalli, el d'Arondizougu, el de Ndikelionwu i el d'Igbene. A principis del Segle XIX es van expandir les fronteres de la Confederació. El poder de la Confederació es va basar molt en la seva posició econòmica i religiosa.

## Declivi
A la dècada del 1890 hi va haver friccions entre la Confederació Aro i la Royal Niger Company per al seu domini econòmic i els britànics van al·legar que els aros feien sacrificis humans per a intervenir a la zona. Els aros van resistir la penetració dels britànics a les terres interiors per la seva influència econòmica i religiosa. Els aros i els seus aliats van llençar ofensives contra els aliats dels britànics a igboland i a ibibioland. El 1899, després que fallessin les negociacions, els britànics van planejar l'ocupació de la Confederació Aro. El 1901 van augmentar les tensions. L'ofensiva aro més important anterior a la Guerra Anglo-Aro fou la invasió d'Obegu, a Igboland, en la que destruïren el govern de la ciutat i mataren unes 400 persones. El novembre del 1901 els britànics van llançar l'expedició aro (planejada per Sir Ralph Moore el setembre del 1899) i el 28 de desembre del 1901 van ocupar Arochukwu després d'una forta resistència dels aros. Els britànics tenien com a aliats clans igbos i ibibios i esclaus alliberats. La guerra va acabar a la primavera del 1902 amb el col·lapse de la Confederació Aro.
Com a resultat de la Guerra, la Confederació Aro va caure i va perdre el seu domini i poder. Moltes comunitats aros d'igboland van caure i els britànics van passar a dominar la regió. Tot i que la majoria dels aros estaven a l'actual Nigèria, la guerra també va afectar les poblacions de la cultura aro de les colònies europees del voltant.

## Llegat
Molts membres i líders de la resistència aro foren arrestats i penjats. Mentre molts d'aquests foren morts, els esclaus igbos i ibibios foren alliberats. La cultura Aro va trigar a reviure, però actualment hi ha associacions d'aros que volen preservar la seva història i cultura, moltes de les quals estan centrades en l'actual monarca.